# Polens Socialistiske Parti
Polens Socialistiske Parti (Polsk: Polska Partia Socjalistyczna) er et polsk venstrefløjs-parti. Det var en af de vigtigste partier i Polen fra starten i 1892 indtil dets opløsning i 1948. Et parti med samme navn blev oprettet i 1987 hvor man valgte at fastholde samme værdier som det gamle parti.
Józef Piłsudski, grundlægger af Den Anden Polske Republik, var medlem og senere leder af PSP i det tidlige 20. århundrede.